# چوروپ
چوروپ (به اسپانیایی: Churup) یک کوه در پرو است که در منطقه انکاش واقع شده‌است. چوروپ ۵٬۴۹۳ متر بالاتر از سطح دریا واقع شده‌است.